# Ванесса Д'Амброзіо
Ванесса Д'Амброзіо (італ. Vanessa D'Ambrosio; 26 квітня 1988) — сан-маринська політикиня, капітан-регентка Сан-Марино.

## Біографія
Народилася 26 квітня 1988 року у Борго-Маджоре, Сан-Марино. Навчалася у Болонському університеті. Обрана до Генеральної ради Сан-Марино у 2014 році. Там стала координаторкою фракції Об'єднаних лівих. З грудня 2016 року Д'Амброзіо очолює делегацію Сан-Марино до Ради Європи. Вона взяла участь у Страсбурзькій пленарній сесії в січні 2017 року, де вона підписала пропозицію про захист дітей-мігрантів через освіту. У квітні 2017 року її обрано капітанкою-регенткою Сан-Марино разом з Міммою Дзаволі.